# San Lorenzo Tlaltecoyan
San Lorenzo Tlaltecoyan, även kallad Tlaltecoyac, är en ort i kommunen Ozumba i delstaten Mexiko i Mexiko. Samhället hade 544 invånare vid folkräkningen 2020.